# Mirosław Szreder
Mirosław Wojciech Szreder (ur. 26 grudnia 1957 w Wejherowie) – polski ekonomista, statystyk, prof. nauk ekonomicznych, wieloletni kierownik Katedry Statystyki oraz dziekan Wydziału Zarządzania Uniwersytetu Gdańskiego.

## Życiorys
W 1976 ukończył IV Liceum Ogólnokształcące im. Komisji Edukacji Narodowej w Gdyni, w 1980 studia na Wydziale Ekonomiki Produkcji Uniwersytetu Gdańskiego. Podjął pracę na macierzystej uczelni. W 1987 obronił pracę doktorską pt. Subiektywne rozkłady prawdopodobieństwa w analizie bayesowskiej, w październiku 1994 habilitował się na podstawie rozprawy zatytułowanej Informacje a priori w klasycznej i bayesowskiej estymacji modeli regresji. 14 czerwca 2005 nadano mu tytuł profesora w zakresie nauk ekonomicznych, od 2006 profesor zwyczajny. Objął funkcję profesora, kierownika w Katedrze Statystyki, od 2016 dziekana na Wydziale Zarządzania Uniwersytetu Gdańskiego, a także członka prezydium Komitetu Statystyki i Ekonometrii na I Wydziale Nauk Humanistycznych i Społecznych Polskiej Akademii Nauk.
Był prorektorem na Uniwersytecie Gdańskim, wiceprezesem Polskiego Towarzystwa Statystycznego, od 2008 sekretarzem naukowym Komitetu Statystyki i Ekonometrii na I Wydziale Nauk Humanistycznych i Społecznych Polskiej Akademii Nauk. Od 2009 redaktor naczelnym kwartalnika „Przegląd Statystyczny”, także członek Rady Programowej czasopisma „Statistics in Transition”. W 2020 był członkiem Rady Uniwersytetu Gdańskiego.
Autor m.in. monografii „Metody i techniki sondażowych badań opinii” (PWE, 2010), „Zrozumieć świat liczb” (Wydawnictwo Uniwersytetu Gdańskiego, 2019) oraz współautor (z A. Kozłowskim) książek „Informacje spoza próby w badaniach statystycznych” (Wydawnictwo Uniwersytetu Gdańskiego, 2020), „Wnioskowanie na podstawie prób losowych i nielosowych” (Wydawnictwo Uniwersytetu Gdańskiego, 2024).
Popularyzator nauki w dzienniku „Rzeczpospolita” oraz w czasopismach „Polityka” i „Tygodnik Powszechny”.

## Ordery i odznaczenia
- Krzyż Kawalerski Orderu Odrodzenia Polski (2009)[4]
- Złoty Krzyż Zasługi (1993)
- Medal Komisji Edukacji Narodowej (1999)
- Medal 100-lecia Towarzystwa Przyjaciół Nauki i Sztuki w Gdańsku, Gdańskiego Towarzystwa Naukowego, Gdańskiego Towarzystwa Przyjaciół Sztuki (2023)
- Odznaka „Za Zasługi dla Statystyki RP” (2003)[2]

## Nagrody i wyróżnienia
- Nagroda Ministra Edukacji Narodowej i Sportu za książkę pt. Metody i techniki sondażowych badań opinii
- Nagroda Naukowa Miasta Gdańska im. Jana Heweliusza w kategorii nauk humanistycznych (2011)[5]
- Nagroda „Nauczyciel Roku” im. Krzysztofa Celestyna Mrongowiusza (2016)[6]